# „Gapa” Lotniczy Magazyn Historyczny
„Gapa” Lotniczy Magazyn Historyczny – czasopismo historyczne o tematyce lotniczej, ukazujące się od 2012 roku.

## Historia
Lotniczy Magazyn Historyczny „Gapa” został założony przez Roberta Gretzyngiera  przy udziale Fundacji Historycznej Lotnictwa Polskiego. Założyciel został redaktorem naczelnym. Redakcja „Gapy” współpracuje z Muzeum Sił Powietrznych w Dęblinie, które objęło patronatem czasopismo. W „Gapie” ukazują się opisy konstrukcji lotniczych, biografie lotników, konstruktorów lotniczych i osób związanych z polskim lotnictwem. Czasopismo publikuje artykuły, zdjęcia, biografie i informacje niekiedy nigdzie wcześniej niepublikowane. „Gapa” zawiera głównie artykuły o tematyce historycznej poświęcone polskiemu lotnictwu wojskowemu oraz teksty na temat lotnictwa sportowego i cywilnego. Przy współpracy z  Fundacją Historyczną Lotnictwa Polskiego w Warszawie funduje tablice upamiętniające bohaterów polskiego lotnictwa. Pismo, skierowane szczególnie do miłośników historii polskiego lotnictwa wojskowego, jest wydawane w nakładzie 400 egzemplarzy, a dystrybucja odbywa się wyłącznie poprzez prenumeratę w wydawnictwie lub zakup w sklepie internetowym wydawcy.